# Marie Mouroum
Marie Mouroum (geboren am 6. Juli 1992 in Berlin-Friedrichshain) ist eine deutsche Stuntfrau. Sie arbeitet auch als Model und Schauspielerin.

## Leben und Karriere
Marie Mouroums Mutter Sylke ist Lehrerin für Deutsch und Englisch, später eröffnete sie eine Sprachschule, ihr Vater ist Arzt und ging für ein Medizinstudium aus Kamerun nach Berlin. Die Eltern lernten sich in ihrer Studienzeit an der Humboldt-Universität kennen. Der Vater hat eine ältere Tochter aus einer früheren Beziehung. Nach der Trennung der Eltern wuchs Marie mit ihrem 2 Jahre älteren Bruder Marvin bei der Mutter auf, und die Halbschwester bei ihrem Vater, der mittlerweile in New York City lebt.
Schon als Kind war Marie Mouroum bei einer Schauspielagentur registriert, über die sie für Werbung und als Sportmodel gebucht wurde. Mit ihrem Bruder zusammen betrieb sie als Kind Leichtathletik beim SV Preußen Berlin. Auf den Wunsch ihrer Mutter, die sich wegen ihres Alters und wegen Rassismuserfahrungen Mouroums auf dem Weg zum Training in Berlin-Hohenschönhausen Sorgen um ihre Tochter gemacht habe, sei sie mit neun Jahren zum Kampfsporttraining gewechselt, um sich besser verteidigen zu können, wie Mouroum im Interview mit Frank Joung berichtet. Sie begann mit traditionellem Kyokushin-Kai Karate, einem Vollkontaktsport, in dem sie auch an internationalen Wettkämpfen teilnahm. Darüber hinaus wurde sie 2007 in Singapur Junioren-Weltmeisterin in der indonesischen Kampfkunstvariante Pencak Silat.
Mit 15 habe Marie Mouroum erstmals Kontakt zu Stuntleuten gehabt, als Statistin am Set des Films Ninja Assassin, der 2008 in Berlin gedreht wurde. Dort habe sie ihren „besten Freund“ kennengelernt, mit dem sie auch Judo und Taekwondo zu trainieren begann. Mit 18 erhielt sie ihre erste Anfrage als Stuntfrau in der Rolle einer Hexe für den Film Hänsel und Gretel: Hexenjäger. Die Dreharbeiten fanden 2011 statt, der Film wurde jedoch erst 2013 veröffentlicht. Direkt im Anschluss wurde sie als Double für Halle Berry in Cloud Atlas gebucht, der zum Teil ebenfalls in Berlin gedreht wurde.
Den Film Black Panther bezeichnet sie als ihren großen internationalen Durchbruch, wenngleich sie für die Rolle zunächst als zu hellhäutig abgelehnt wurde. Zur Vorbereitung des Castings habe sie sich im Sonnenstudio drei Tage lang nachgebräunt, um den äußerlichen Anforderungen gerecht zu werden. Sie überzeugte dann im Casting in Atlanta. Im Film war sie nicht Teil der Stunt-Crew, sondern verkörperte eine der Kriegerinnen der Dora Milaje. Für James Bond 007: Keine Zeit zu sterben arbeitete sie als Stunt-Double für Hauptdarstellerin Lashana Lynch. Mouroum war während der Dreharbeiten im Jahr 2019 für acht Monate am Set beschäftigt, ihren Aussagen nach war dies die längste Drehzeit, die sie als Stuntfrau bislang erlebt hat. Seit 2021 ist sie als Stunt-Double für Queen Latifah in der Serie The Equalizer zu sehen. Ihre erste Hauptrolle als Schauspielerin hatte sie in dem Actionfilm 60 Minuten, einer deutschen Netflix-Produktion, die im Januar 2024 veröffentlicht wurde.
2016 gründete sie zusammen mit ihrer Kampfsportpartnerin Nicole Syczewski einen Kampfsportverein für Kinder in Berlin, den Protect Yourself Academy e. V. Mouroum studierte Sporttherapie und Prävention an der Universität Potsdam. Das Studium beendete sie im Jahr 2017, vor Beginn der Dreharbeiten zu Black Panther. Ihre Erkenntnisse aus dem Studium setzte sie zusammen mit Ko-Autorin Valerie Kurth im 2016 im GU-Verlag erschienenen Fitnessratgeber Slim Kick: Kampfsporttraining, das richtig reinhaut um. Der Ratgeber zeigt auf, wie sich Kampfsporttraining mit Fitnessübungen kombinieren lässt, und welchen Effekt diese Form des Trainings auf Körper und Gesundheitszustand hat.
Im Jahr 2020 war sie Gast in Folge 1 der Sendung History Talks des Pay-TV-Senders History. Im Interview bezog sie Stellung „zur Black-Lives-Matter-Debatte“ sowie „zu eigenen Erfahrungen mit Rassismus in Deutschland“.
Im Jahr 2025 war sie Teilnehmerin der 18. Staffel von Let’s Dance. Dort tanzte sie mit Profitänzer Alexandru Ionel und erreichte den fünften Platz.
Marie Mouroum lebt in Berlin.

## Auszeichnungen
- 2019: Screen Actors Guild Award für die herausragende Action Performance eines Stunt-Ensembles in einem Kinofilm für Black Panther
- 2019: Nominierung für den Screen Actors Guild Award für die herausragende Action Performance eines Stunt-Ensembles in einem Kinofilm für Avengers: Infinity War
- 2020: Screen Actors Guild Award für die herausragende Action Performance eines Stunt-Ensembles in einem Kinofilm für Avengers: Endgame

## Filmografie

### Stunts
- 2012: Cloud Atlas, Stunt Double für Halle Berry
- 2013: Hänsel und Gretel: Hexenjäger
- 2013: Das Adlon, Stunt Double für Thelma Buabeng
- 2013: Überleben an der Scheidungsfront
- 2013: Trip, Regie: Armin Riedel (Kurzfilm)
- 2013: Ein Fall für die Anrheiner, Stunt Double für Liz Baffoe (TV-Serie)
- 2014: Männertreu
- 2014: The Hunger Games – Mockingjay Teil 1
- 2014: Landliebe
- 2015: Hitmen: Agent 47
- 2015: Homeland (TV-Serie)
- 2016: The First Avenger: Civil War
- 2016: Sense8 (TV-Serie)
- 2016: Berlin Station, Stunt Double für Keke Palmer (TV-Serie)
- 2017: Into the Badlands, Staffel 3 (TV-Serie)
- 2018: Avengers: Infinity War, Stunt-Rolle: Dora Milaje
- 2018: Krypton, Staffel 1, Stunt-Double für Ann Ogbomo (TV-Serie)
- 2018: Into the Badlands, Staffel 3 (TV-Serie)
- 2018: Counterpart, Staffel 2 (TV-Serie)
- 2018: Krypton, Staffel 2, Stunt-Double für Georgina Campbell (TV-Serie)
- 2019: Avengers: Endgame, Stunt-Rolle: Dora Milaje
- 2019: 3 Engel für Charlie, Stunt-Double für Ella Ballinska
- 2019: Maleficent: Mächte der Finsternis, Stunt-Double für Judith Shekoni
- 2019: Star Wars: Der Aufstieg Skywalkers, Stunt-Double für Naomie Ackie
- 2019: Warrior Nun, Stunt-Double Toya Turner (Netflix-Serie)
- 2021: James Bond 007: Keine Zeit zu sterben, Stunt-Double für Lashana Lynch
- seit 2021: The Equalizer, Stunt-Double für Queen Latifah

### Schauspiel
- 2017: Berlin Station, Rolle: Margot (TV-Serie)
- 2017: Immigration Game, Rolle: Marie
- 2018: Avengers: Infinity War, Rolle: Dora Milaje
- 2018: Black Panther, Rolle: Dora Milaje
- 2019: Avengers: Endgame, Rolle: Dora Milaje
- 2019: Dark Jedi: A Star Wars Story, Rolle: Maree (Kurzfilm)[16]
- 2021: Tribes of Europa (TV-Serie)
- 2024: 60 Minuten (Netflix-Film)

### TV
- 2025: Let’s Dance/Staffel 18 (TV-Show)

## Publikationen
- zus. m. Valerie Kurth: Slim Kick: Kampfsporttraining, das richtig reinhaut. Reihe GU Ratgeber Fitness, Gräfe und Unzer, München 2016, ISBN 978-3-8338-5611-2.